# 中国共产党第六次全国代表大会会址常设展览馆

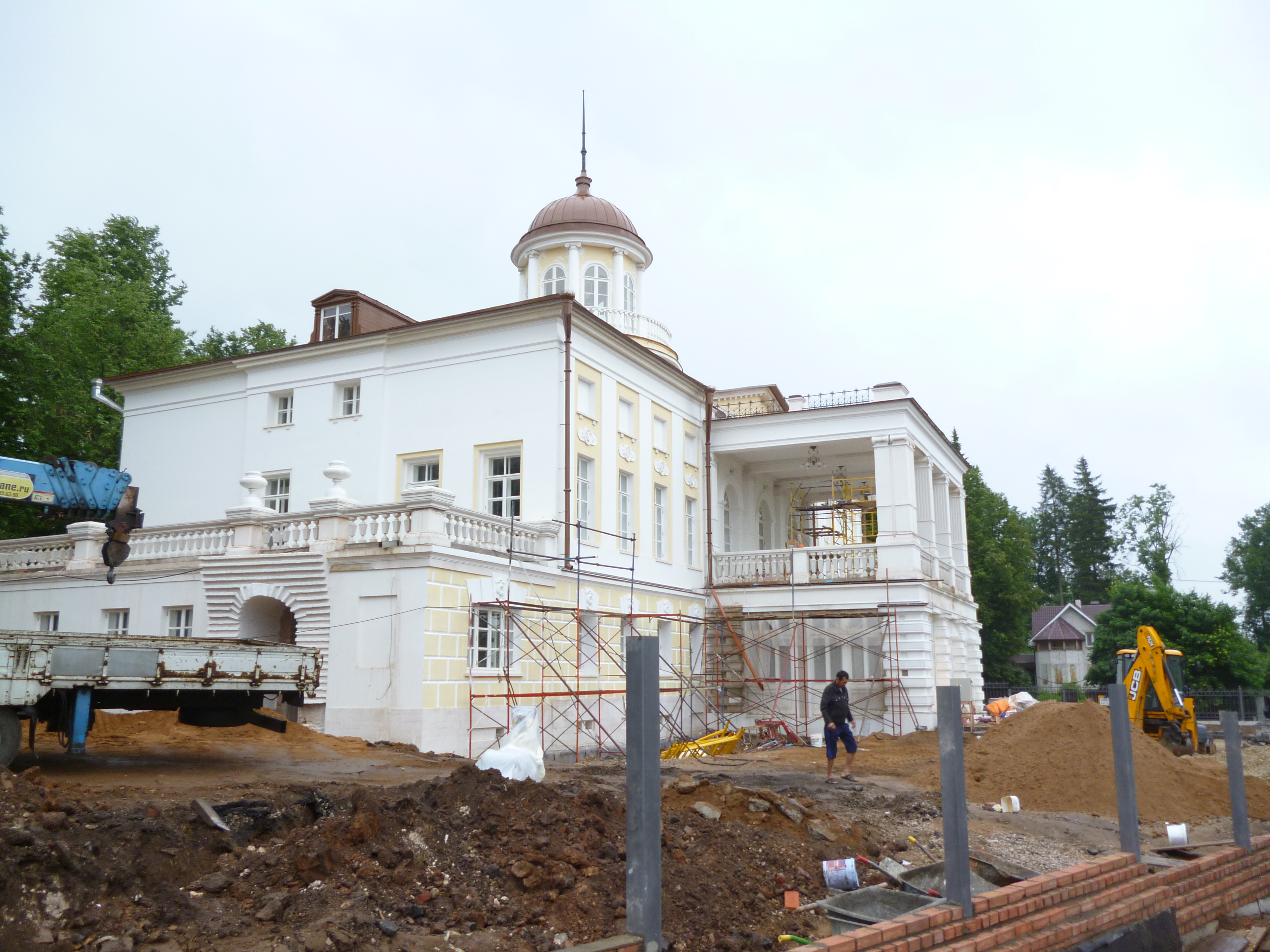
展览馆建筑，摄于2016年

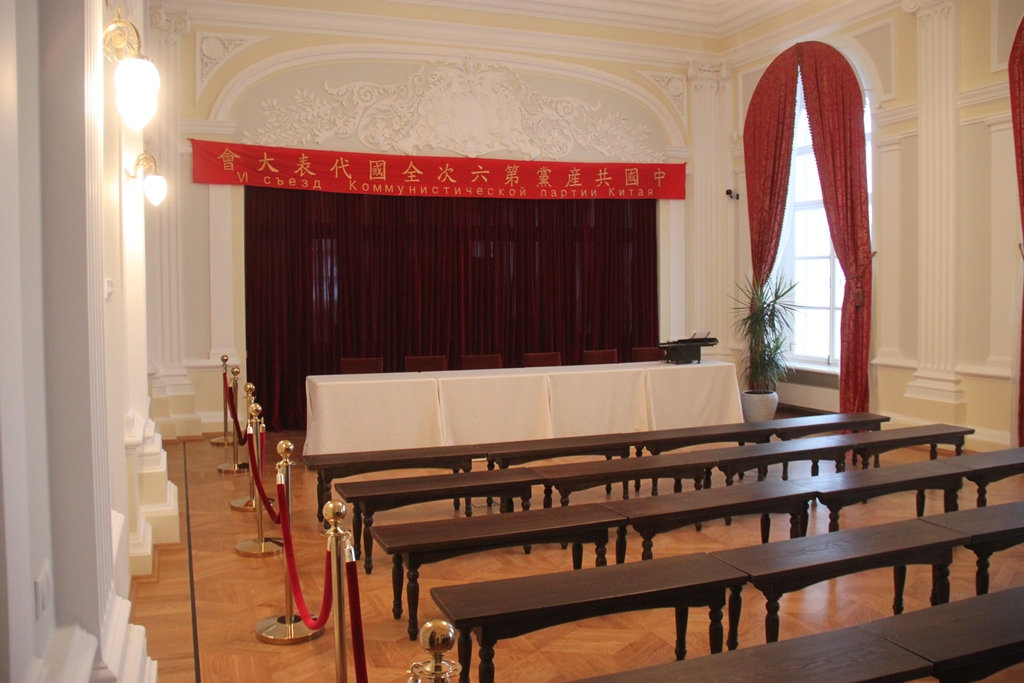
展览馆对会场的复原

中国共产党第六次全国代表大会会址常设展览馆（俄语：постоянно действующей выставки, посвященной шестому съезду КПК），位于俄罗斯莫斯科市特罗伊茨克行政区五一乡五一村公园街18号，于2016年7月4日建成揭幕。截至2017年7月，参观人数已超过5600人次。

## 历史
展览馆原为沙俄时期贵族穆辛·普希金家族的庄园银色别墅，该建筑形成于17世纪晚期，18世纪形成庄园结构。十月革命后，该建筑收归国有，改作军营。1928年6月，中国共产党第六次全国代表大会在此召开。1946年后，改为民宅，居住着7户人家，因2009年和2010年的两次失火烧毁。
2010年，中共中央政治局常委、中国国家副主席习近平访问俄罗斯时，向俄罗斯总理弗拉基米尔·普京提出在中国共产党第六次全国代表大会会址建立展览馆，得到了普京的支持。2013年3月，中俄双方确定展览馆作为莫斯科中国文化中心的分支机构管理和运营。修复工程于2013年3月启动，2016年6月竣工，并于2016年7月4日揭幕。

## 评价
中华人民共和国政府和俄罗斯政府高度评价建立中国共产党第六次全国代表大会会址常设展览馆的工作。
中共中央政治局常委、全国人大常委会委员长张德江在2017年表示，要铭记历史，把中共六大会址常设展览馆管理和运营好，弘扬革命传统，传承中俄友谊。